# Vresen
Vresen er en smal ca. 50.000 kvadratmeter stor ubeboet holm i Storebælt, 12 kilometer (6,5 sømil) sydøst for Nyborg på Fyn og 6,5 sømil nord for Lohals på Langeland. Øen Vresen, der oprindeligt var en forholdsvis stor moræneø med to huse, eksisterer ikke længere. I nutiden er det kun sandrevet Langesand og Tamodde, der bærer navnet Vresen. 
Fra Langelands vestkyst ud for Lohals strækker der sig en ca. 2 km bred undersøisk ryg mod nord. Ryggen, der har flere gennemskæringer, er oversået med grunde og puller og fra syd mod nord ligger holmene Smørstakke, Langesand og Vresen. Ryggen er skabt af Storebæltsgletsjeren i sidste istid, og danner sammen med Sprogø og nogle rev længere mod syd, en såkaldt morænebue. Vresen er kun cirka en kilometer lang og meget smal. Den ligger ikke mere end to-tre meter over havets overflade. Vresen er i en proces, hvor den langsomt forsvinder, idet bølgerne eroderer den bort. 

## Historie
1529 ejede Johan Friis, Hesselagergård Vresen. I 1767 kom øen under stamhuset Broholm ved mageskifte med Glorup. 
Omkring 1700 husede øen en af de fem danske karantænestationer, der blev oprettet for at isolere epidemiramte skibsbesætninger.
1845 var der på øen lidt skov, overdrev og mose og den var  beboet af fiskerfamilien Gregers Andersen og Anne Kirstine Andersdatter med to børn. De sidste beboere var en fiskerfamilie, der fra 1898 til 1922 boede på øen. De måtte efter en stormflod i 1922 omgående forlade øen. 
Godset Broholm havde i mange år et sommerhus på øen. Betonfundamenterne kan  stadig ses ud for den nordlige kyst. 1995 købte staten Vresen.

## Natur
I nutiden ses kun græs og marehalm. Holmen er desuden et beskyttet fuglereservat. Vresen Vildtreservat omfatter 123 ha og består af foruden et havområde af en lille rest af øen Vresen samt sandrevlen Langesand, der tilsammen udgør 4 ha og som tilsammen har en længde på lidt over en kilometer. 
Øens fugle og planteliv er truet af invasionsplanten rynket rose. En lang række planterarter, som er hjemhørende på øen har måttet vige pladsen i konkurrencen med rynket rose og dermed forsvinder også de dyr og insekter, der er afhængige af det oprindelige økosystem.
Af øens mest almindelige ynglefugle kan nævnes edderfugl svartbag, strandskade, gråand, knopsvane og grågås.
Muslingebankerne omkring Vresen er et meget vigtigt fourageringsområde for edderfugle. Sandrevlerne er betydningsfulde som rasteplads for grågås og skarv samt som fældningsplads for toppet skallesluger.  
Vresen er en del af Natura 2000-område nr. 116 Centrale Storebælt og Vresen; For at beskytte fuglelivet, er der fra den 1. oktober til den 30. juni adgang forbudt på holmen og vandet i en afstand af 300 meter fra øen.